# Giải SDFCS cho nữ diễn viên phụ xuất sắc nhất
Giải SDFCS cho nữ diễn viên phụ xuất sắc nhất là một trong các giải của SDFCS dành cho nữ diễn viên đóng vai phụ trong một phim, được bầu chọn là xuất sắc nhất. Giải này được lập từ năm 1996.

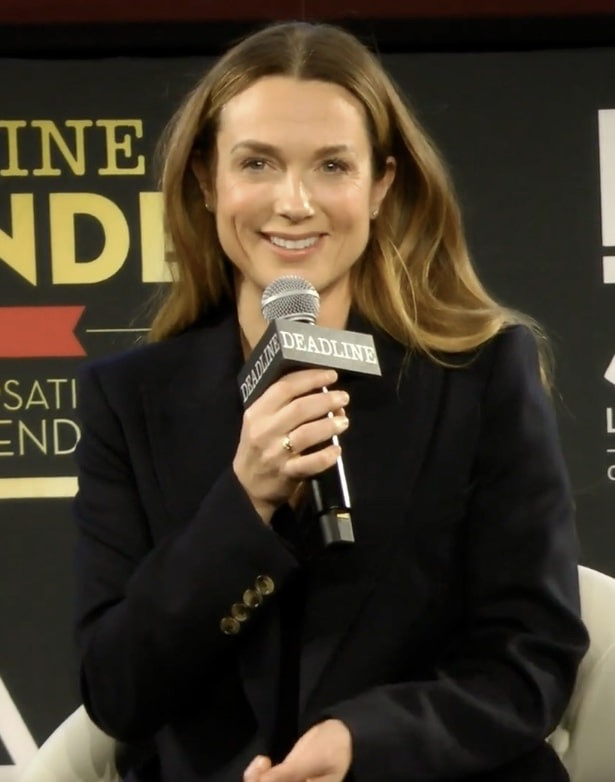
Kerry Condon trong một cuộc phỏng vấn ở Los Angeles vào ngày 10 tháng 12 năm 2022

## Các người đoạt giải

### Thập niên 1990
| Năm  | Diễn viên       | Phim                     | Vai diễn      |
| ---- | --------------- | ------------------------ | ------------- |
| 1996 | Lauren Bacall   | The Mirror Has Two Faces | Hannah Morgan |
| 1997 | Jurnee Smollett | Eve's Bayou              | Eve Batiste   |
| 1998 | Kathy Bates     | Primary Colors           | Libby Holden  |
| 1999 | Thora Birch     | American Beauty          | Jane Burnham  |

### Thập niên 2000
| Năm  | Diễn viên         | Phim                  | Vai diễn                |
| ---- | ----------------- | --------------------- | ----------------------- |
| 2000 | Frances McDormand | Almost Famous         | Elaine Miller           |
| 2001 | Naomi Watts       | Mulholland Drive      | Betty Elms/Diane Selwyn |
| 2002 | Michelle Pfeiffer | White Oleander        | Ingrid Magnussen        |
| 2003 | Renée Zellweger   | Cold Mountain         | Ruby Thewes             |
| 2004 | Natalie Portman   | Closer                | Alice                   |
| 2005 | Rachel Weisz      | The Constant Gardener | Tessa Quayle            |
| 2006 | Lili Taylor       | Factotum              | Jan                     |
| 2007 | Amy Ryan          | Gone Baby Gone        | Helene McCready         |
| 2008 | Marisa Tomei      | The Wrestler          | Pam/Cassidy             |

Bản mẫu:SDFCS Awards Chron